# Лівезень (Муреш)
Лівезень, Лівезені (рум. Livezeni) — село у повіті Муреш в Румунії. Адміністративний центр комуни Лівезень.
Село розташоване на відстані 261 км на північний захід від Бухареста, 5 км на схід від Тиргу-Муреша, 82 км на схід від Клуж-Напоки, 124 км на північний захід від Брашова.

## Населення
За даними перепису населення 2002 року у селі проживали 1219 осіб.
Національний склад населення села:
| Національність | Кількість осіб | Відсоток |
| -------------- | -------------- | -------- |
| угорці         | 881            | 72,3%    |
| цигани         | 285            | 23,4%    |
| румуни         | 52             | 4,3%     |

Рідною мовою назвали:
| Мова      | Кількість осіб | Відсоток |
| --------- | -------------- | -------- |
| угорська  | 878            | 72,0%    |
| циганська | 287            | 23,5%    |
| румунська | 53             | 4,3%     |